# Batalha de Arroio Grande (1835)
A Batalha de Arroio Grande foi um combate inicial da Revolução Farroupilha, travado nas marges do arroio da várzea, entre as forças legalistas conjuntas de Marques de Sousa e Silva Tavares contra as forças revolucionárias lideradas pelo Capt. Manuel Antunes de Porciúncula, na localidade do atual município de Arroio Grande.

## História
Tendo feito junção de suas forças, o Tenente-Coronel João Silva Tavares marchou de Jaguarão ao encontro da tropa do Major Manuel Marques de Sousa. Juntos, enfrentaram e venceram as forças revolucionárias do Capitão Manuel Antes de Porciúncula, cunhado do General Bento Gonçalves, que estavam a ocupar Arroio Grande, nas proximidades de Pelotas.
Há uma disputa sobre as baixas farroupilhas e legalistas neste combate. Souza Docca, em sua História do Rio Grande, atribui 22 baixas aos vencidos, metade por morte. Henrique Oscar Wiederspahn, na biografia do Gen. Lima e Silva, anota: "vitória obtida...em termos pouco bonificadores e que ainda hoje merecem suspeitas." em razão de mortes legalistas pós combate.
Afastada a ameaça de domínio farrapo na área de Pelotas, Marques de Souza dirigiu-se para a cidade de Rio Grande aonde se juntavam os líderes legalistas.